# كاباليرونية
كاباليرونية (الاسم العلمي: Caballeronia) هي جنس من البكتيريا، سلبية الغرام، تتبع فصيلة البيركهولدرات.